# Brian Baird
Brian Norton Baird, född 7 mars 1956 i Chama, New Mexico, är en amerikansk demokratisk politiker. Han representerade delstaten Washingtons tredje distrikt i USA:s representanthus 1999–2011.
Baird avlade 1977 sin grundexamen vid University of Utah. Han studerade sedan vidare vid University of Wyoming. Han avlade 1980 sin master och 1984 sin doktorsexamen. Han arbetade som professor i psykologi vid Pacific Lutheran University 1986-1998.
Baird förlorade knappt mot sittande kongressledamoten Linda Smith i kongressvalet 1996. Han besegrade republikanen Don Benton i kongressvalet 1998 och efterträdde Smith i representanthuset i januari 1999. Baird ställde inte upp för omval i mellanårsvalet i USA 2010 och efterträddes i januari 2011 av republikanen Jaime Herrera Beutler. Efter hans pensionering flyttade Baird och hans familj till Edmonds, Washington, och skrev böcker om amerikansk politik. 
Han är gift med Rachel och har två barn.